# Vesanto
Vesanto (ancien nom Sonkinsaari) est une municipalité du centre de la Finlande, dans la province de Finlande orientale et la région de Savonie du Nord.

## Géographie
La commune, peu peuplée, se situe en rive orientale du grand lac Keitele. Les lacs et la forêt sont comme pour les municipalités limitrophes omniprésents et les zones cultivées d'étendue limitée. Faute d'emplois en nombre suffisant pour permettre aux jeunes d'y rester, c'est une des communes à la moyenne d'âge la plus élevée du pays. Ceci pèse lourd sur le budget municipal, responsable en Finlande des dépenses de santé.
Les municipalités voisines sont Keitele au nord, Tervo à l'est, Rautalampi au sud-est, et côté Finlande-Centrale Konnevesi au sud, Äänekoski au sud-ouest et Viitasaari à l'ouest.

## Transport
Vesanto est traversée par la seututie 551.

## Personnalités
- Leena Lehtolainen, écrivain